# Monica Nickel
Monica Krystyna Nickel (...) è un'attrice polacca naturalizzata italiana.

## Filmografia

### Cinema
- Mandinga, regia di Mario Pinzauti (1976)
- Il compromesso... erotico (Menage a quattro), regia di Sergio Bergonzelli (1976)
- Casa privata per le SS, regia di Bruno Mattei (1977)
- KZ9 - Lager di sterminio, regia di Bruno Mattei (1977)
- Una donna di notte, regia di Nello Rossati (1979)
- Superclimax, regia di Claudio Bernabei e Joe D'Amato (non accreditato) (1980)
- Dolce gola, regia di Lorenzo Onorati (1981)
- Kenn' ich, weiß ich, war ich schon!, regia di Monica Teuber (1981) - non accreditato
- Erotiko pathos, regia di Ilias Mylonakos (1981)
- Afrodite (Aphrodite), regia di Robert Fuest (1982)
- Vacanze di Natale, regia di Carlo Vanzina (1983)
- Wild Beasts - Belve feroci, regia di Francesco Prosperi (1984)

### Televisione
- All'ombra della grande quercia, regia di Alfredo Giannetti - miniserie TV (1984)